# いただきストリートWii
『いただきストリートWii』（いただきストリート ウィー）はスクウェア・エニックスから2011年12月1日発売のWii用ボードゲーム。いただきストリートシリーズ11作目（家庭用ゲーム機としては第8作目）である。
本作は北米で『FORTUNE STREET』、欧州と豪州で『BOOM STREET』のタイトルで任天堂より発売され、いただきストリートシリーズとしては日本国外において初めて発売された作品となった。
「いただきストリートシリーズ」20周年記念作品、「ドラゴンクエストシリーズ」25周年記念作品の一つ、マリオ生誕30周年記念作品である。家庭用ゲーム機では前作『いただきストリートDS』以来4年振りの完全新作となった。DS版の前作に引き続き任天堂とのコラボレーションが行われ、ドラクエシリーズと「マリオシリーズ」の両方のキャラクターおよび世界観、音楽が使用され、新ボードマップもあっての完全新作である。

## システム
本作はMiiに対応している。「ひとりで遊ぶ」では必ずプレイヤーキャラクターとなり、「みんなで遊ぶ」ではキャラクターの一人として選択可能である（COMキャラとしても使用可能）。Miiの衣装やアクションは、ゲーム内で獲得するポイントで購入しカスタマイズすることができる。Wiiリモコンを横持ちまたは縦持ちでプレイする（初期設定は横持ち）。また、今回新たにニンテンドーWi-Fiコネクションにより、全世界または国内のみのプレイヤーとオンライン対戦が可能になった。無作為に選んだプレイヤーと対戦する「フリー対戦」と、フレンド登録したプレイヤー同士で対戦する「フレンドプレイ」がある。
勝利条件が変更され、従来通り目標金額を超えて銀行に到着したプレイヤーが勝利なのに加え、銀行でサラリーを受け目標金額を超えた場合と、銀行にぴったり止まった状態で株購入による株価上昇で目標金額を超えた場合もそのプレイヤーが勝利となる。「みんなで遊ぶ」では中断セーブが出来なくなった。
本作では従来通りのルールである「スタンダードルール」の他に、「イージールール」が登場している。イージールールではエリアの概念が撤廃され、代わりに隣接するマスの物件を買うことで買い物料が高騰していくルールである。株も存在しない。マップはイージールール専用のものを使用し、スタンダードルール同様にツアーモードおよび隠しマップが存在する。
前作『いただきストリートDS』で登場したキャラクターに加え、マリオシリーズからはディディーコングとクッパJr.、ドラクエシリーズからはサンディとルイーダが新たに登場している。
キャラクターが話すセリフは基本的には『いただきストリートDS』からの流用がほとんどだが、ワリオの下品すぎるセリフや一部のキャラクターの犯罪を示唆するようなセリフは修正・変更されている。また、空き地が酒場からマイホーム、神殿が税務署に変更されている。

## 登場キャラクター
※「ツアーモード」でキャラクター出現方法を満たすと、プレイキャラクターとして使用することが可能になる。

### ドラゴンクエストシリーズ
- 『ドラゴンクエスト』シリーズ全般より
  - スライム
  - ももんじゃ
- 『ドラゴンクエスト』より
  - りゅうおう※「アレフガルド」のコースでクリアする。
- 『ドラゴンクエストII 悪霊の神々』より
  - プリン
- 『ドラゴンクエストIII そして伝説へ…』より
  - ルイーダ ※「ダーマ神殿」のコースでクリアする。
- 『ドラゴンクエストIV 導かれし者たち』より
  - クリフト
  - アリーナ
- 『ドラゴンクエストV 天空の花嫁』より
  - ビアンカ
- 『ドラゴンクエストVI 幻の大地』より
  - ハッサン
- 『ドラゴンクエストVIII 空と海と大地と呪われし姫君』より
  - ククール
  - ゼシカ ※「カンダタ遺跡」のコースでクリアする
- 『ドラゴンクエスト 少年ヤンガスと不思議のダンジョン』より
  - ヤンガス
- 『ドラゴンクエストIX 星空の守り人』より
  - サンディ

### スーパーマリオシリーズ
- 『ドンキーコング』で初登場
  - マリオ
- 『マリオブラザーズ』で初登場
  - ルイージ
- 『スーパーマリオブラザーズ』で初登場
  - ピーチ ※「ピーチ城」のコースでクリアする。
  - クッパ
  - キノピオ
- 『夢工場ドキドキパニック』および『スーパーマリオブラザーズ2（北米版）』で初登場
  - キャサリン
- 『スーパーマリオランド』で初登場
  - デイジー
- 『スーパーマリオワールド』で初登場
  - ヨッシー
- 『スーパーマリオランド2 6つの金貨』で初登場
  - ワリオ
- 『スーパードンキーコング』で初登場
  - ドンキーコング
  - ディディーコング
- 『マリオテニス64』で初登場
  - ワルイージ
- 『スーパーマリオサンシャイン』で初登場
  - クッパJr.

### その他キャラクター
- 『ドラゴンクエスト』シリーズ全般より
  - おどる宝石
  - ホイミスライム
- 『スーパーマリオブラザーズ』で初登場
  - ジュゲム

## コース
- スーパーマリオギャラクシー
  - エッグプラネットギャラクシー
- スーパーマリオギャラクシー2
  - 星船マリオ
『マリオシリーズ』のツアーモードを全てクリアし、その後「スペシャルツアーモード」をクリアすると、遊べるようになる。『いただきストリート』シリーズで初めての『立体マップと3D専用のマップ』である。
- ドラゴンクエストIX
  - 天使界
- ドラゴンクエストシリーズ
  - ダーマの神殿
『ドラゴンクエストシリーズ』のツアーモードを全てクリアし、その後「スペシャルツアーモード」をクリアをすると、遊べるようになる。『いただきストリート』シリーズでたびたび登場している「日本地図のマップ」である。